# يوم عالمي لمكافحة الرقابة الإلكترونية
اليوم العالمي لمكافحة الرقابة الإلكترونية عقد هذا اليوم للمرة الأولى في 12 مارس 2008 بناءً على طلب من منظمة مراسلون بلا حدود ومنظمة العفو الدولية. حيث كان قد أرسل خطاب كتبه كل من جان فرانسوا جوليار، الأمين العام لمنظمة مراسلون بلا حدود، ولاري كوكس، المدير التنفيذي لمنظمة العفو الدولية، إلى كبار المسؤولين التنفيذيين في جوجل، وياهو، وإنك، وشركة مايكروسوفت لطلب مراقبة اليوم.

## جائزة نتيزن
في عام 2010، منحت جائزة نتيزن السنوية الأولى، برعاية جوجل، لنشطاء حقوق المرأة الإيرانية بموقع التغيير من أجل المساواة.
ومنحت جائزة نتيزن لعام 2011 إلى مجموعة من المدونين التونسيين بموقع Nawaat.org لتغطيتهم المظاهرات التونسية التي تجاهلها الإعلام الحكومي.
بينما ذهبت الجائزة لعام 2012 إلى الصحفيين والناشطين السوريين. حيث يجمع المركز الإعلامي للمنظمة والتي تعرف باسم لجان التنسيق المحلية في سوريا التقارير، والصور، والمعلومات حول الثورة السورية وينشرها. ونيابة عن الشعب السوري قبلت ياسمين، وهي ناشطة سورية تبلغ من العمر 27 عامًا وتعيش في كندا، الجائزة.

## وصلات خارجية
- World Day Against Cyber-Censorship الموقع الرسمي